# Victor Vicas
Victor Vicas (nascut Viktor Katz, Moscou, 25 de març de 1918 - París, 9 de desembre de 1985) fou un director, guionista i productor de cinema francès d'origen rus.
Des de 1946 fins a la seva mort, Vicas va dirigir i escriure guions de nombroses pel·lícules. En algunes pel·lícules, també va ser productor o càmera als Estats Units, Alemanya, França i Suïssa. La seva pel·lícula The Wayward Bus fou seleccionada al 7è Festival Internacional de Cinema de Berlín.

## Filmografia
- 1947: Italy rebuilds
- 1947: Une question d'heure
- 1948: La Lutte éternelle
- 1948: La Petite République
- 1949: 48 hours a day
- 1950: Un Projet d'avenir
- 1950: Le Lien invisible
- 1950: Jérusalem ma ville
- 1950: Jom Hazmaut
- 1950: Jour est arrivé
- 1951: Working together
- 1951: Interpol
- 1952: Jour de peine, migmetratge
- 1953: Weg ohne Umkehr
- 1954: Herr über Leben und Tod
- 1954: Das zweite Leben
- 1956: Je reviendrai à Kandara
- 1957: The Wayward Bus
- 1957: Count Five and Die
- 1959: SOS Gletscherpilot
- 1959: Jons und Erdme
- 1961: Zwei unter Millionen
- 1963: Jack und Jenny
- 1971: Aux frontières du possible (sèrie de televisió)
- 1974: Les Brigades du Tigre, 4 temporades (sèrie de televisió)
- 1976: L'Homme d'Amsterdam (sèrie de televisió)
- 1978: Les Grandes Conjurations : L'Attentat de la rue Nicaise (telefilm)
- 1979: L'Étrange Monsieur Duvallier (sèrie de televisió)
- 1981: Le Calvaire d'un jeune homme impeccable (téléfilm)
- 1981: Salut champion (sèrie de televisió) — Episodi 1 Seule contre tous
- 1981: Samantha (telefilm)
- 1982: Les Nouvelles Brigades du Tigre, 2 temporades (sèrie de televisió)